# Condado de Dale
O Condado de Dale é um condado do estado do Alabama, EUA. De acordo com o censo de 2022, sua população é de 49.544 habitantes. A sede do condado e sua maior cidade é Ozark. Seu nome é em homenagem ao General Samuel Dale.

## História
A área conhecida hoje como o condado de Dale era originalmente habitada pelo grupo indígena creek, que ocupava toda a parte sudeste do Alabama nesse período. Entre os anos de 1764 e 1783 a região se encontrou sob a jurisdição da colônia da Flórida Ocidental Britânica. O condado, juntamente com a área adjacente, foi cedido para os Estados Unidos em 1814 pelo Tratado de Fort Jackson, terminando a Guerra Creek. Uma casamata foi construída durante o conflito na parte noroeste do rio Choctawhatchee e os primeiros residentes não-indígenas da região foram veteranos que ali se assentaram em torno de 1820.
O condado foi fundado em 22 de Dezembro de 1824. Originalmente, a área do condado compreendia também  os condados de Coffee, Geneva, junto com o panhandle do Condado de Houston. A sede do condado primeiramente foi estabelecida na Corte de Dale (correspondendo atualmente à cidade de Daleville), mas quando o condado de Coffee se separou de Dale em 1841, a sede foi movida para Newton. A sede do condado se manteve na cidade até 1870 quando - somados o incêndio da antiga corte em 1869 e a formação do condado de Geneva (o qual levou a levou a parte sul de Dale) - a sede foi movida para a cidade de Ozark. Em 1903, a porção sudeste do condado foi separada e se juntou ao futuro Condado de Houston.
Partes do 15º Regimento de Infantaria do Alabama, que serviu com grande distinção durante toda a Guerra Civil Americana, foram recrutadas no condado, com toda a companhia 'E' e parte da companhia 'H' sendo composta por residentes do condado. Esta unidade é conhecida pelo confronto com o 20º do Maine ocorrido no Little Round Top, durante a Batalha de Gettysburg, em 2 de julho de 1863. Apesar de diversos assaltos brutais, o 15º Regimento era incapaz de repelir as tropas da União, sendo forçado a recuar após uma violenta carga de baionetas liderada pelo comandante do 20º Regimento do Maine, coronel Joshua L. Chamberlain. O confronto foi recriado de forma fidedigna no filme Gettysburg, de 1993, dirigido por Ronald F. Maxwell. O 15º Regimento serviu ao exército confederado até o momento da capitulação final do exército de Lee na Corte de Appomattox, Virgínia, em 1865.
Outro regimento amplamente recrutado no condado foi 33º do Alabama; as companhias B, G, e I foram recrutadas no condado: os homens da 'B' vinham de Newton, Clopton, Echo e Barnes Cross Roads, e Skipperville; os da companhia 'G' eram de Daleville; e, os da companhia 'I' eram de Newton, Haw Ridge, Rocky Head, Westville e Ozark. Esse regimento lutou com distinção junto ao Exército do Tennessee, principalmente sob o comando do afamado general Patrick Cleburne, ganhando uma condecoração do congresso confederado por suas ações na Batalha de Ringgold Cap. O regimento foi quase totalmente aniquilado durante as Batalhas de Perryville e Franklin, com poucos homens retornando ao condado após o fim da guerra.

## Geografia
De acordo com o censo, sua área total é de 1.458,2 km², destes sendo 1453 km² de terra e 5,2 km² de água. O Condado de Dale fica na parte sudeste do Alabama e pertence à região do Wiregrass. 
Condados adjacentes
- Condado de Pike, noroeste

- Condado de Barbour, norte
- Condado de Henry, leste
- Condado de Houston, sudeste
- Condado de Geneva, sudoeste
- Condado de Coffee, oeste

## Transportes

### Principais rodovias
- U.S. Highway 84
- U.S. Highway 231
- State Route 27
- State Route 51
- State Route 85
- State Route 92
- State Route 123
- State Route 134
- State Route 248
- State Route 249

## Demografia
De acordo com o censo de 2022:
- População total: 49.544
- Densidade: 34 hab/km²
- Residências: 23.005
- Famílias: 19.470
- Composição da população:
  - Brancos: 72,9%
  - Negros: 21,6%
  - Nativos americanos e do Alaska: 0,9%
  - Asiáticos: 1,4%
  - Nativos havaianos e outros ilhotas do pacífico: 0,2%
  - Duas ou mais raças: 3%
  - Hispânicos ou latino: 7,3%
- 2,85% da população fala espanhol, enquanto que 1,51 fala alemão

## Comunidades

### Cidades
- Daleville
- Dothan (parcialmente nos condados de Henry e Houston)
- Enterprise (parcialmente no condado de Coffee)
- Level Plains
- Midland City
- Ozark (sede)

### Vilas
- Ariton
- Clayhatchee
- Grimes
- Napier Field
- Newton (Alabama)
- Pinckard

### Áreas censitárias
- Fort Rucker (base americana)

### Comunidades não-incorporadas
- Arguta
- Asbury
- Barefield
- Barnes
- Beamon (nordeste de Ozark)
- Bells Crossroads (noroeste de Clayton)
- Bertha (sudeste de Blue Springs)
- Bethel (sudoeste de Clio)
- Browns Crossroads (nordeste de Newton)
- Clopton
- Dill (norte de Ozark)
- Dillard (noroeste de Ozark)
- Dykes Crossroads (sudoeste de Blue Springs)
- Echo
- Ewell
- Gerald
- Kelly
- Mabson
- Marley Mill (noroesre de Ozark)
- Plainview (norte de Newton)
- Roberts Crossroads (sul de Blue Springs)
- Rocky Head
- Skipperville
- Sylvan Grove
- Waterford (norte de Newton)

## Pessoas notáveis
- Samuel Dale (1772 - 24 de maio de 1841) - homem da fronteira americano, conhecido como o 'Daniel Boone do Alabama', está enterrado no condado.
- Nolan Williams (1941 - 2022), representante do estado do Alabama.